# Andrea Strnadová
Andrea Strnadová (28 maggio 1972) è un'ex tennista cecoslovacca, successivamente ceca.

## Carriera
In carriera ha vinto 3 titoli di doppio. Nei tornei del Grande Slam ha ottenuto il suo miglior risultato raggiungendo i quarti di finale di doppio misto a Wimbledon nel 1992, in coppia con l'australiano Jason Stoltenberg, e di doppio agli US Open sempre nel 1992, in coppia con la statunitense Patty Fendick.
In Fed Cup ha disputato con la squadra cecoslovacca un totale di 3 partite, collezionando 2 vittorie e una sconfitta, e con la squadra ceca ha giocato un totale di 2 partite, ottenendo 2 sconfitte.

## Statistiche

### Singolare

#### Finali perse (5)
| Numero | Anno             | Torneo                               | Superficie | Avversaria in finale | Punteggio     |
| 1.     | 3 febbraio 1991  | ASB Classic, Auckland                | Cemento    | Eva Švíglerová       | 2-6, 6-0, 1-6 |
| 2.     | 10 febbraio 1991 | Wellington Classic, Wellington       | Cemento    | Leila Meskhi         | 6-3, 6-7, 2-6 |
| 3.     | 2 febbraio 1992  | ASB Classic, Auckland                | Cemento    | Robin White          | 6-2, 4-6, 3-6 |
| 4.     | 19 aprile 1992   | Pattaya Women's Open, Pattaya        | Cemento    | Sabine Appelmans     | 5-7, 6-3, 5-7 |
| 5.     | 26 aprile 1992   | Malaysian Women's Open, Kuala Lumpur | Cemento    | Yayuk Basuki         | 3-6, 0-6      |

### Doppio

#### Vittorie (3)
| Numero | Anno             | Torneo                                   | Superficie  | Compagna      | Avversarie in finale      | Punteggio |
| 1.     | 13 ottobre 1991  | Open di Zurigo, Zurigo                   | Sintetico   | Jana Novotná  | Zina Garrison Lori McNeil | 6-4, 6-3  |
| 2.     | 24 maggio 1992   | Internationaux de Strasbourg, Strasburgo | Terra rossa | Patty Fendick | Lori McNeil Mercedes Paz  | 6-3, 6-4  |
| 3.     | 21 febbraio 1993 | Open Gaz de France, Parigi               | Cemento     | Jana Novotná  | Jo Durie Catherine Suire  | 7-6, 6-2  |

### Doppio

#### Finali perse (3)
| Numero | Anno           | Torneo                                             | Superficie | Compagna        | Avversarie in finale            | Punteggio     |
| 1.     | 29 marzo 1992  | U.S. Women's Hard Court Championships, San Antonio | Cemento    | Patty Fendick   | Martina Navrátilová Pam Shriver | 6-3, 2-6, 6-7 |
| 2.     | 4 ottobre 1992 | Sparkassen Cup, Lipsia                             | Sintetico  | Patty Fendick   | Larisa Neiland Jana Novotná     | 5-7, 6-7      |
| 3.     | 1º maggio 1994 | Indonesia Open, Giacarta                           | Cemento    | Kerry-Anne Guse | Nicole Arendt Kristine Kunce    | 2-6, 2-6      |